# Chiusavecchia
Chiusavecchia (ligur nyelven Ciùxaveia) olasz község Liguria régióban, Imperia megyében.

## Földrajz
. 

Chiusavecchia község Imperia megye térképén

A vele szomszédos települések Chiusanico, Lucinasco és Pontedassio.